# Flagge der Elfenbeinküste
Die Flagge der Elfenbeinküste wurde am 3. Dezember 1959 offiziell eingeführt.

## Beschreibung

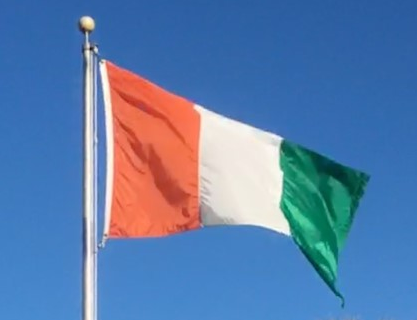
Gesetzte Nationalflagge der Elfenbeinküste

Die Nationalflagge besteht aus drei gleich großen vertikalen Streifen: links orange, in der Mitte weiß und rechts grün.
Am bekanntesten ist diese Farbdeutung: Orange steht für die Savannen im Norden des Landes, Grün für die Wälder der südlichen Küstengebiete, während Weiß die Einheit zwischen Norden und Süden symbolisieren soll.
Auf der Webseite des Präsidenten fand sich folgende Erklärung: „Orange ist die Farbe des Landes, reich und großzügig, der Sinn unseres Kampfes, das Blut eines jungen Volkes, das um seine Befreiung kämpft. Weiß steht für den Frieden, Frieden mit Gerechtigkeit. Grün steht für Hoffnung und die Gewissheit auf eine bessere Zukunft.“
Eine dritte Erklärung lautet folgendermaßen: Orange für den Geist der nationalen Entwicklung, Weiß für Frieden und Reinheit und Grün für Hoffnung auf die Zukunft dank der Nutzbarmachung der Naturschätze.
Die drei Streifen sollen für Einheit, Zucht und Arbeit stehen.

## Farben
| System                      | Orange    | Weiß        | Grün     |
| --------------------------- | --------- | ----------- | -------- |
| RGB                         | 247-127-0 | 255-255-255 | 0-158-96 |
| Hexadezimale Farbdefinition | #F77F00   | #FFFFFF     | #009E60  |

## Flaggengesetz
Die Nationalflagge ist zu verwenden
- an öffentlichen Gebäuden
- als Tischflagge auf dem Schreibtisch von Staatsangestellten und Beamten.
- im Hof von Schulen, Hochschulen, Universitäten und Kasernen
- an der rechten, vorderen Ecke der Fahrzeuge, die vom Präsidenten der Republik und seinen Repräsentanten (Präfekten, Unterpräfekten und Botschafter) verwendet werden.

## Ähnlichkeit
Als Trikolore ist die Nationalflagge der Elfenbeinküste der Flagge Frankreichs – der ehemaligen Kolonialmacht – nachempfunden. Dasselbe Vorbild hat die Flagge Irlands, welche die Farben der Elfenbeinküste spiegelverkehrt verwendet. Ein weiterer Unterschied sind die anderen Proportionen; Irlands Flagge hat ein Seitenverhältnis 1:2.
Als die ivorische Leichtathletin Murielle Ahouré 2018 in Birmingham ihren Sieg im 60-Meter-Hallenlauf feierte, lieh sie sich von einem Zuschauer eine irische Flagge und drehte sie einfach um.
Aufgrund dieser Ähnlichkeit verbrannten Ulster-Loyalisten in Nordirland gelegentlich die ivorische Flagge, da sie diese mit der irischen verwechselten.
2014 erregte das Geschäft des nordirischen Fußballvereins Linfield FC in der überwiegend loyalistischen Shankill Road die Aufmerksamkeit der Medien, nachdem eine Schaufensterauslage zur damals in Brasilien stattfindenden Fußball-Weltmeisterschaft ein Schild enthielt, das klarstellte, dass es sich bei einer der ausgestellten Flaggen um die Flagge der Elfenbeinküste und nicht um eine irische handelte.
Auch in einem Dubliner Pub wurde 2016 irrtümlich die ivorische Flagge gehisst.

1:2  Flagge Irlands
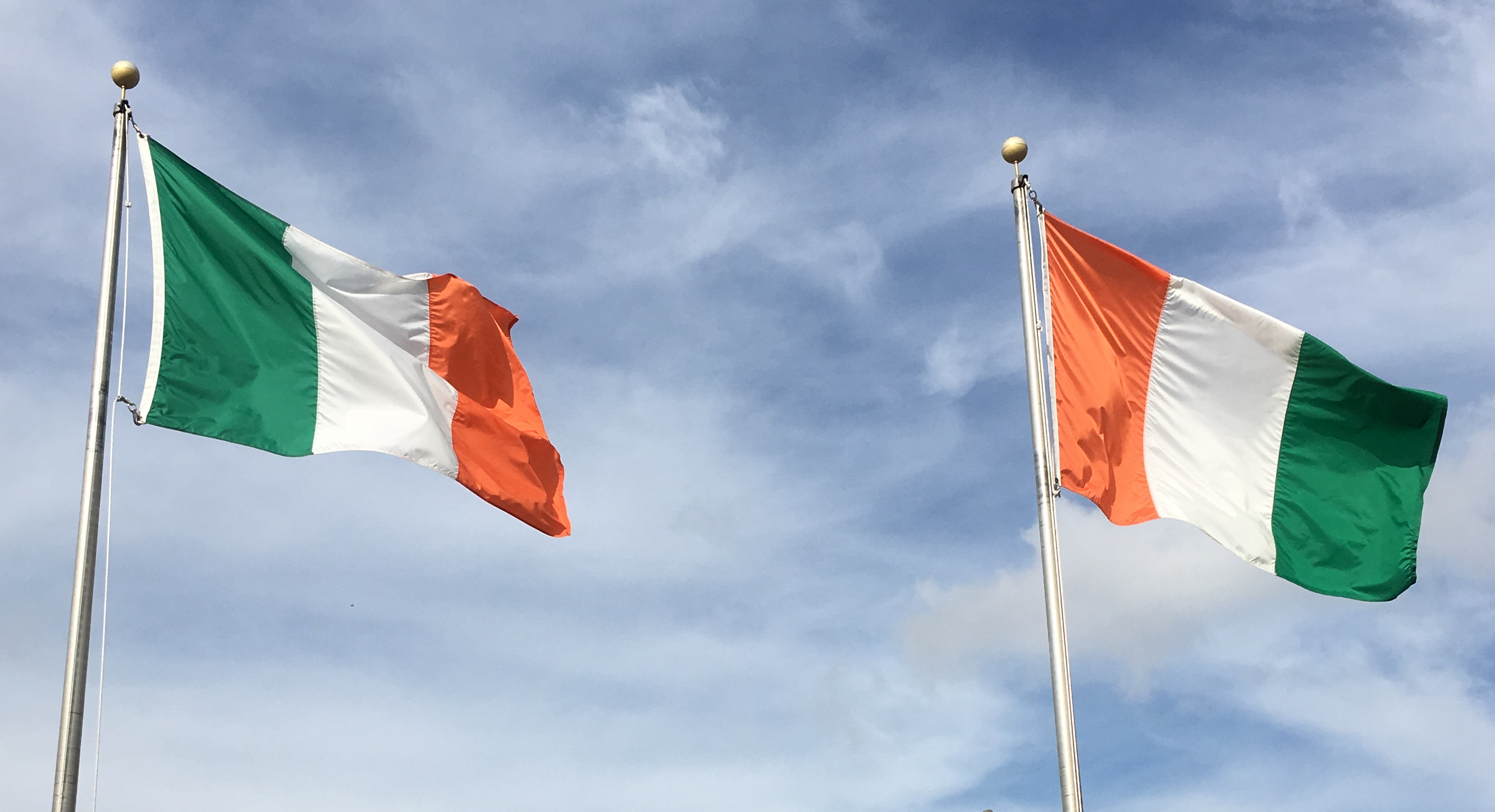
Links die irische Flagge und rechts die Flagge der Elfenbeinküste